# 克朗波因特 (新墨西哥州)
克朗波因特（英語：Crownpoint）是位於美國新墨西哥州麥金萊縣的普查規定居民點。

## 人口
根據2020年美國人口普查的數據，克朗波因特的面積為173.68平方千米，皆為陸地。當地共有人口2900人，而人口密度為每平方千米16.7人。